# Rubus koehleri
Espèce
Rubus koehleri est une espèce de plantes à fleurs de la famille des rosacées et du genre Rubus originaire d'Europe.

## Présentation
Rubus koehleri a des turions rouge bordeaux, pourvus d'épines et d'aiguillons légèrement inclinée. Ces feuilles sont composées des cinq folioles, (plus rarement quatre), mesurant quinze à vingt cm de long. Elles sont courbées vers l'extérieur et recouvertes d'un fin duvet sur leur partie inférieure.
Les fleurs, blanches à rose pâle, sont rassemblées en inflorescence pyramidale. Sa fructification s'effectue en septembre.
- floraison : juillet-août
- fructification : août- septembre

## Habitat
On rencontre Rubus koehleri sur des sols riches en nutriments dans des clairières ou en lisière de forêt.

## Répartition
Il est présent en Allemagne, en Suisse, en Pologne et en République Tchèque.
En France, il pousse naturellement dans l'Est, le Centre et les Pyrénées.